# HD 178003
HD 178003，又名BD+29 3472，SAO 86796、HR 7244，是一颗恒星，视星等为6.31，位于銀經61.38，銀緯10.32，其B1900.0坐标为赤經19h 1m 53.4s，赤緯+29° 10.32′ 8″。